# Antes de que cuente diez
Antes de que cuente diez es el quinto álbum de estudio de la banda Fito & Fitipaldis, grabado en junio de 2009 en los estudios Du Manoir, en Las Landas (sur de Francia) y mezclado en los Avatar Studios de Nueva York bajo la producción de Joe Blaney. El álbum fue masterizado por Bob Ludwing en Gateway Mastering (Portland) y se publicó el 15 de septiembre de 2009. Incluye una versión de "Todo A Cien", tema de La Cabra Mecánica.
El disco fue presentado en una gira en cuyos conciertos actuaron de teloneros La Cabra Mecánica, siendo para éstos su gira de despedida tras 15 años tocando.

## Lista de canciones
1. Antes de que cuente diez - 4:44
2. Me acordé de ti - 4:07
3. Tarde o temprano - 5:04
4. Catorce vidas son dos gatos - 6:27
5. Todo a cien (Versión de La Cabra Mecánica) - 3:51
6. Los huesos de los besos - 4:31
7. Que me arrastre el viento 4:30
8. Qué necesario es el rock & roll - 5:30
9. Conozco un lugar - 4:04
10. La cuisine de Bernard - 4:42

### DVD en directo (incluido en la 1ª edición)
| Concierto 29 y 30 de diciembre de 2007 "Palacio de los Deportes de Madrid" | Concierto 29 y 30 de diciembre de 2007 "Palacio de los Deportes de Madrid" |
| N.º                                                                        | Nombre                                                                     |
| -------------------------------------------------------------------------- | -------------------------------------------------------------------------- |
| 01                                                                         | Un buen castigo                                                            |
| 02                                                                         | Viene y va                                                                 |
| 03                                                                         | Por la boca vive el pez                                                    |
| 04                                                                         | Whisky barato                                                              |
| 05                                                                         | Como pollo sin cabeza                                                      |
| 06                                                                         | Cerca de las vías (con Quique González)                                    |
| 07                                                                         | ¡Qué divertido!                                                            |
| 08                                                                         | Deltoya                                                                    |
| 09                                                                         | Trozos de cristal                                                          |
| 10                                                                         | La casa por el tejado                                                      |
| 11                                                                         | Medalla de cartón                                                          |
| 12                                                                         | Soldadito marinero                                                         |
| 13                                                                         | Abrazado a la tristeza                                                     |
| 14                                                                         | Acabo de llegar                                                            |
| Making of "antes del concierto"                                            |                                                                            |
| Animación presentación del concierto                                       |                                                                            |
| Videoclip: Antes de que cuente diez                                        |                                                                            |

## Participantes
- Adolfo "Fito" Cabrales: voz principal, guitarra eléctrica y acústica.
- Carlos Raya: guitarra eléctrica, slide y pedal steel y coros.
- Javier Alzola: saxofón.
- Joserra Semperena: Hammond y teclados.
- Pete Thomas: batería.
- Andy Hess: bajo

### Banda en directo
- Adolfo "Fito" Cabrales: voz principal, guitarra eléctrica y acústica.
- Carlos Raya: guitarra eléctrica, slide y pedal steel y coros.
- Javier Alzola: saxofón.
- Joserra Semperena: Órgano Hammond y teclados.
- Daniel Griffin: batería.
- Alejandro "Boli" Climent: bajo